# Bistum Đà Nẵng
Das Bistum Đà Nẵng (lat.: Dioecesis Danangensis, vietnamesisch: Giáo phận Đà Nẵng) ist eine in Vietnam gelegene römisch-katholische Diözese mit Sitz in Đà Nẵng.

## Geschichte
Das Bistum Đà Nẵng wurde am 18. Januar 1963 durch Papst Johannes XXIII. mit der Apostolischen Konstitution Naturalis in vitae aus Gebietsabtretungen des Bistums Qui Nhơn errichtet und dem Erzbistum Huế als Suffraganbistum unterstellt.

## Bischöfe von Đà Nẵng
- Pierre Marie Pham-Ngoc-Chi, 1963–1988
- François Xavier Nguyên Quang Sách, 1988–2000
- Paul Nguyên Binh Tinh PSS, 2000–2006
- Joseph Chau Ngoc Tri, 2006–2016, dann Bischof von Lạng Sơn und Cao Bằng
- Joseph Dang Duc Ngan, 2016–2023, dann Koadjutorerzbischof von Huế
  - Sedisvakanz seit 21. September 2023